# تيسا وولارت
تيسا وولارت (19 مارس 1993 في بلجيكا - ) هي لاعبة كرة قدم بلجيكية في مركز الهجوم. شاركت مع منتخب بلجيكا لكرة القدم للسيدات. أما مع النوادي، فقد لعبت مع زولته فاريجيم وستاندارد لييج ومانشستر سيتي ونادي رويال أندرلخت ونادي فولفسبورغ للسيدات ونادي فولفسبورغ وStandard Liège (women) ‏ وRSC Anderlecht (women) ‏ وSV Zulte Waregem (women) ‏.

## وصلات خارجية
- تيسا وولارت على موقع الاتحاد الأوربي (الإنجليزية)
- تيسا وولارت على موقع الاتحاد البلجيكي (الإنجليزية)
- تيسا وولارت على موقع قاعدة بيانات كرة القدم.إي يو (الإنجليزية)
- تيسا وولارت على موقع Soccerway.com (الإنجليزية)
- تيسا وولارت على موقع عالم كرة القدم.نت (الإنجليزية)